# Asienspiele 1998/Synchronschwimmen
Bei den Asienspielen 1998 in Bangkok, Thailand, wurden vom 13. bis 15. Dezember 1998 insgesamt zwei Wettbewerbe im Synchronschwimmen ausgetragen, einer im Solo und einer im Duett.
In beiden gewannen die japanischen Starterinnen vor den Synchronschwimmerinnen aus Südkorea und China.

## Ergebnisse

### Solo
| Platz | Land     | Athletin       |
| ----- | -------- | -------------- |
| 1     | Japan    | Miya Tachibana |
| 2     | Südkorea | Choi Yoo-jin   |
| 3     | China    | Li Yuanyuan    |

Der Wettbewerb wurde vom 13. bis 14. Dezember ausgetragen.

### Duett
| Platz | Land     | Athletinnen                |
| ----- | -------- | -------------------------- |
| 1     | Japan    | Miya Tachibana Miho Takeda |
| 2     | Südkorea | Jang Yoon-kyeong Yu Na-mi  |
| 3     | China    | Li Min Long Yan            |

Der Wettbewerb wurde vom 14. bis 15. Dezember ausgetragen.

## Medaillenspiegel
| Platz | Land     | Gold | Silber | Bronze | Gesamt |
| ----- | -------- | ---- | ------ | ------ | ------ |
| 01    | Japan    | 2    | —      | —      | 2      |
| 02    | Südkorea | —    | 2      | —      | 2      |
| 03    | China    | —    | —      | 2      | 2      |